# Karl Stilp

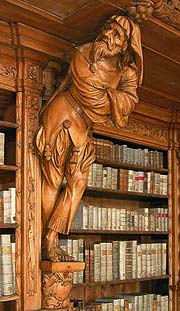
Der Ignorant, Holzfigur von Stilp aus der Stiftsbibliothek Waldsassen

Johann Karl Stilp (* 4. November 1668 in Waldsassen; † 30. August 1735 in Eger) war ein deutscher Bildhauer.
Stilp war der Sohn des Waldsassener Schreiners Ferdinand Jacob Stilp. Schon früh zeigte sich Stilps künstlerische Begabung. Nach seiner Ausbildung im Schreinerhandwerk durch seinen Vater kam er als dessen Mitarbeiter an die Bauhütte des Klosters Waldsassen. Dort machte Stilp bald als eigenständiger Künstler Karriere.
Stilp ist durch sein opus magnum, die überlebensgroßen Skulpturen im Bibliothekssaal des Klosters bekannt.
Eine Straße in Marktredwitz wurde nach ihm benannt.

## Werke
- 1690 Tabernakelaltar in der Stiftsbasilika Waldsassen
- 1701 Statuen des Marienaltars in der Stiftsbasilika Waldsassen
- 1708 Wolkenaltar und Seitenaltäre in der Kirche Nová Ves u Sokolova in Tschechien
- 1713 Wasserspeier am Röhrenbrunnen im Stift Tepl in Tschechien
- 1715 Entwurf des Fußbodenpflasters in der Kirche des Stifts Tepl
- 1716 Erstellung eines Modells für die Dreifaltigkeitssäule in Loket in Tschechien
- 1723 Akanthusaltar in der Pfarrkirche St. Leonhard in Leonberg (Oberpfalz)
- 1724 Stiftsbibliothek im Kloster Waldsassen
- 1726 Hochaltar und Seitenaltäre in der Kreuzbergkirche in Wiesau in der Oberpfalz
- 1730 Gnadenaltar in der Wallfahrtskirche Chlum Svaté Maří in Tschechien
- 1735 Hochaltar in der Kirche Loučná pod Klínovcem in Tschechien

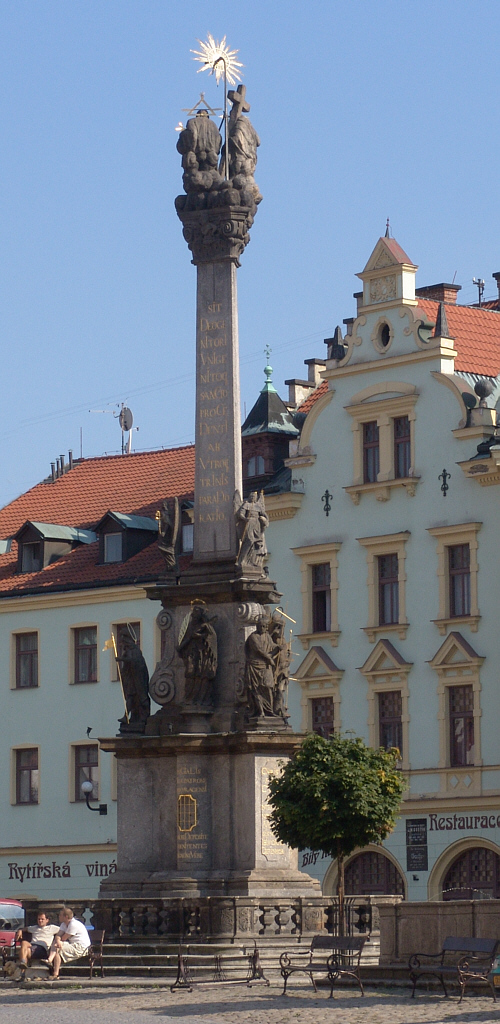
Dreifaltigkeitssäule in Elbogen, deren Pläne von Stilp stammen
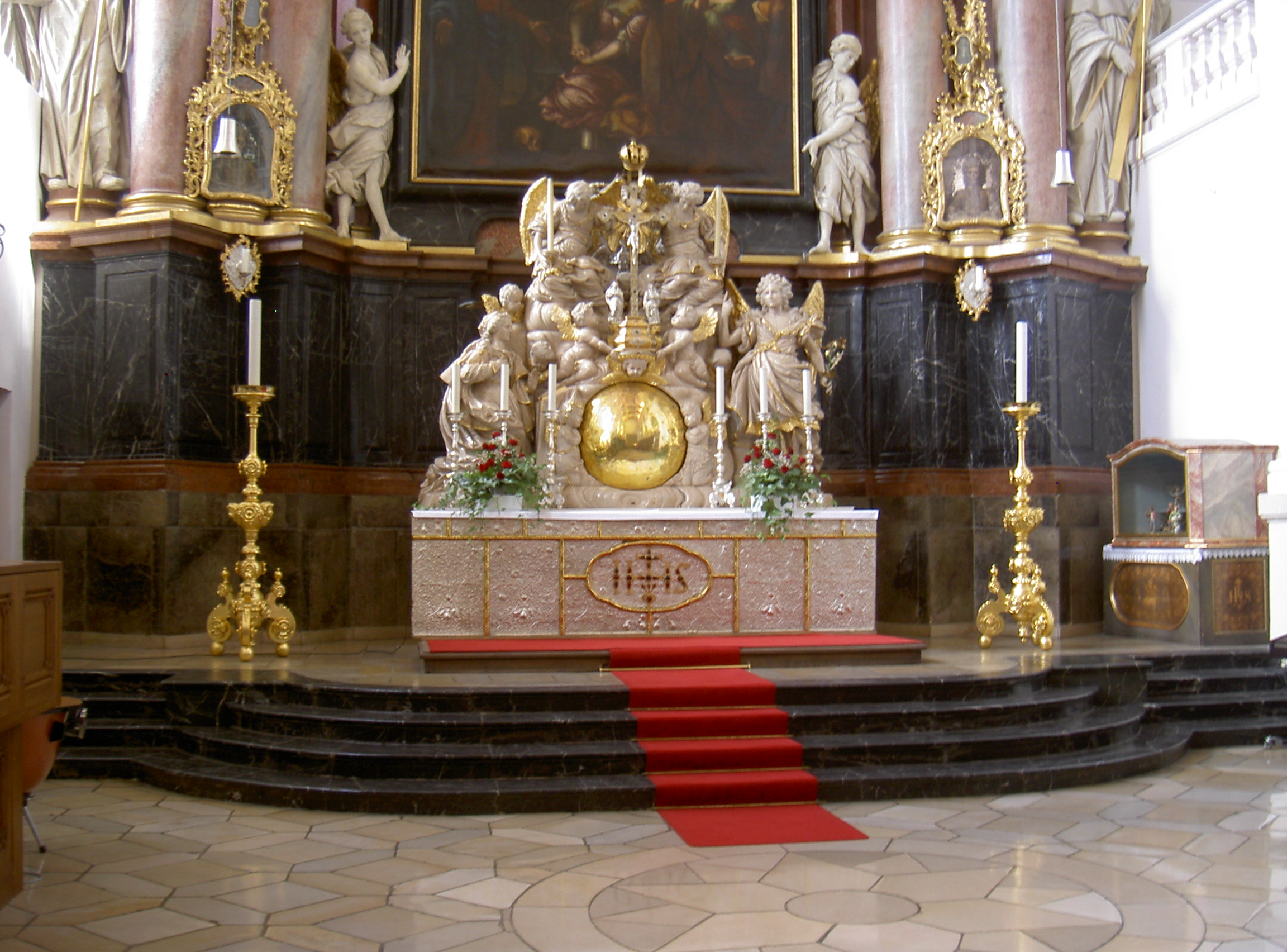
Tabernakelaltar in Waldsassen